# 1207 w polityce

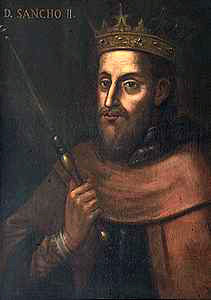
Sancho II, król Portugalii

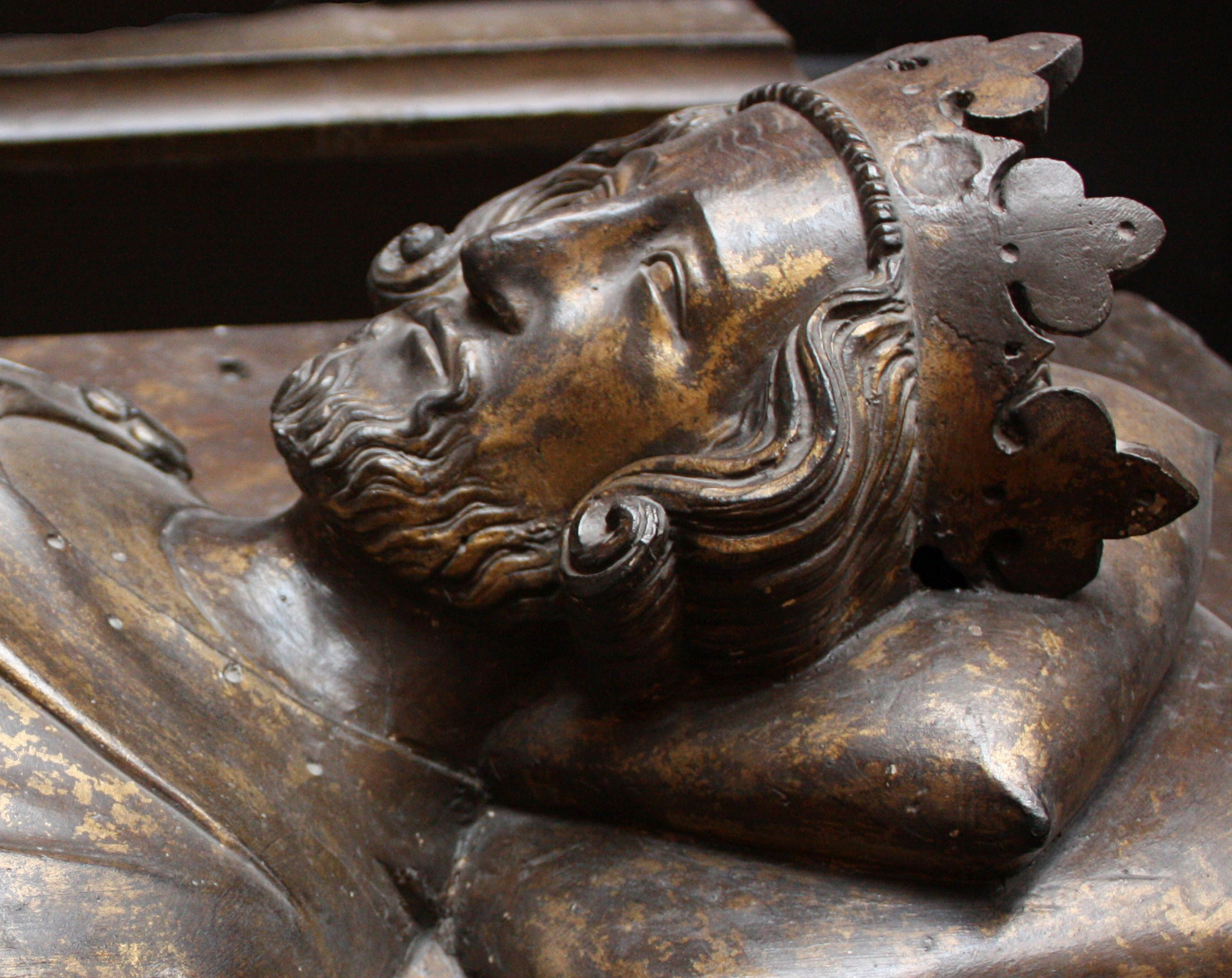
Henryk III Plantagenet

Wydarzenia polityczne w 1207 roku.

## Wydarzenia
- 4 lutego - małżeństwo cesarza łacińskiego Henryka Flandryjskiego z Agnieszką, córką króla Salonik Bonifacego z Monteferratu, zawarte w kościele Hagia Sophia w Konstantynopolu potwierdza sojusz Cesarstwa Łacińskiego z Królestwem Salonik[1].
- Stephen Langton zostaje biskupem Canterbury[2].
- Wincenty Kadłubek został pierwszym kanonicznie wybranym biskupem Krakowa, Innocenty III uznał władzę Leszka Białego[3][4].

## Urodzili się
- Sancho II, król Portugalii[5].
- 1 października Henryk III Plantagenet, król Anglii[6].

## Zmarli
- Szymon II, książę Lotaryngii[7].
- Sambor I, książę pomorski[8].
- Wilhelm II Wielki, hrabia Jülich[9].